# Velmistr (rytířské, domácí a záslužné řády)

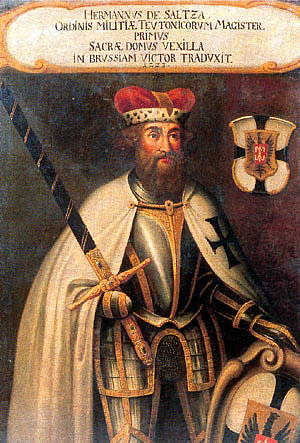
Hermann ze Salzy (kolem 1162 – 1239), v pořadí čtvrtý velmistr (vysoký mistr) Řádu německých rytířů

Rytířské řády (které byly většinou současně i duchovními řády) vzniklé s malými výjimkami za doby křížových výprav do Svaté země, vyvinuly mj. obdobnou hierarchii: v čele stál vždy volený velmistr (německy Großmeister),
Výjimku tvořil zejména řád německých rytířů, kde tuto funkci vykonával vysoký mistr (německy Hochmeister). Velmistři (resp. vysocí mistři) byli voleni svým řádem většinou doživotně.
U řádů domácích (Hausorden, též rodinných: např. Řád zlatého rouna, Podvazkový řád atd.) záslužných (v podunajské monarchii např. Řád Marie Terezie, Řád sv. Štěpána, ve Francii Čestná legie, v České republice Řád bílého lva a Řád Tomáše Garrigue Masaryka) je termínem "velmistr" (angl. Great Master, něm. Großmeister) označována osoba s rozhodujícími kompetencemi, která z vlastního rozhodnutí řád uděluje, většinou se jedná o hlavu státu (panovník, prezident), kterému také automaticky náleží držba příslušného řádu, v případě záslužného řádu členěného jeho nejvyšší třída. Vzácněji může být velmistrem řádu člen panovnického rodu, který má blízko k trůnu. V případě, že nejde o řád udílený hlavou státu (např. dekorace nekatolických církví), je jako velmistr označován držitel příslušného úřadu.

#### Seznamy velmistrů
- Velmistři Maltézského řádu
- Velmistři řádu křižovníků s červenou hvězdou
- Velmistři a členové Rady velmistra Řádu Božího hrobu
- Velmistři Řádu mečových bratří
- Velmistři Řádu německých rytířů
- Velmistři Řádu templářů
- Velmistři Řádu svatého Lazara

#### Rytířské řády
- Rytířské řády – přehled
- Maltézský řád – také maltézští rytíři, johanité atd.
- Řád mečových bratří – také livonští rytíři atd. (který vznikl a působil jen v Pobaltí)
- Řád německých rytířů – také německý řád, teutonští rytíři atd.
- Řád templářů – také templáři atd.
- Řád svatého Lazara, také lazariáni